# Wimbledon Park (London Underground)

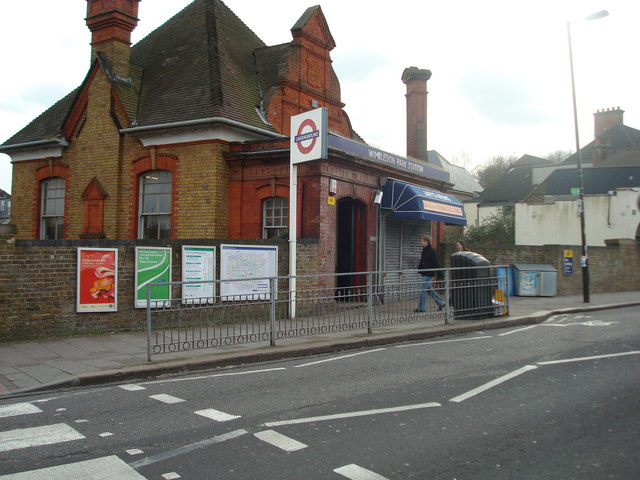
Stationsgebäude

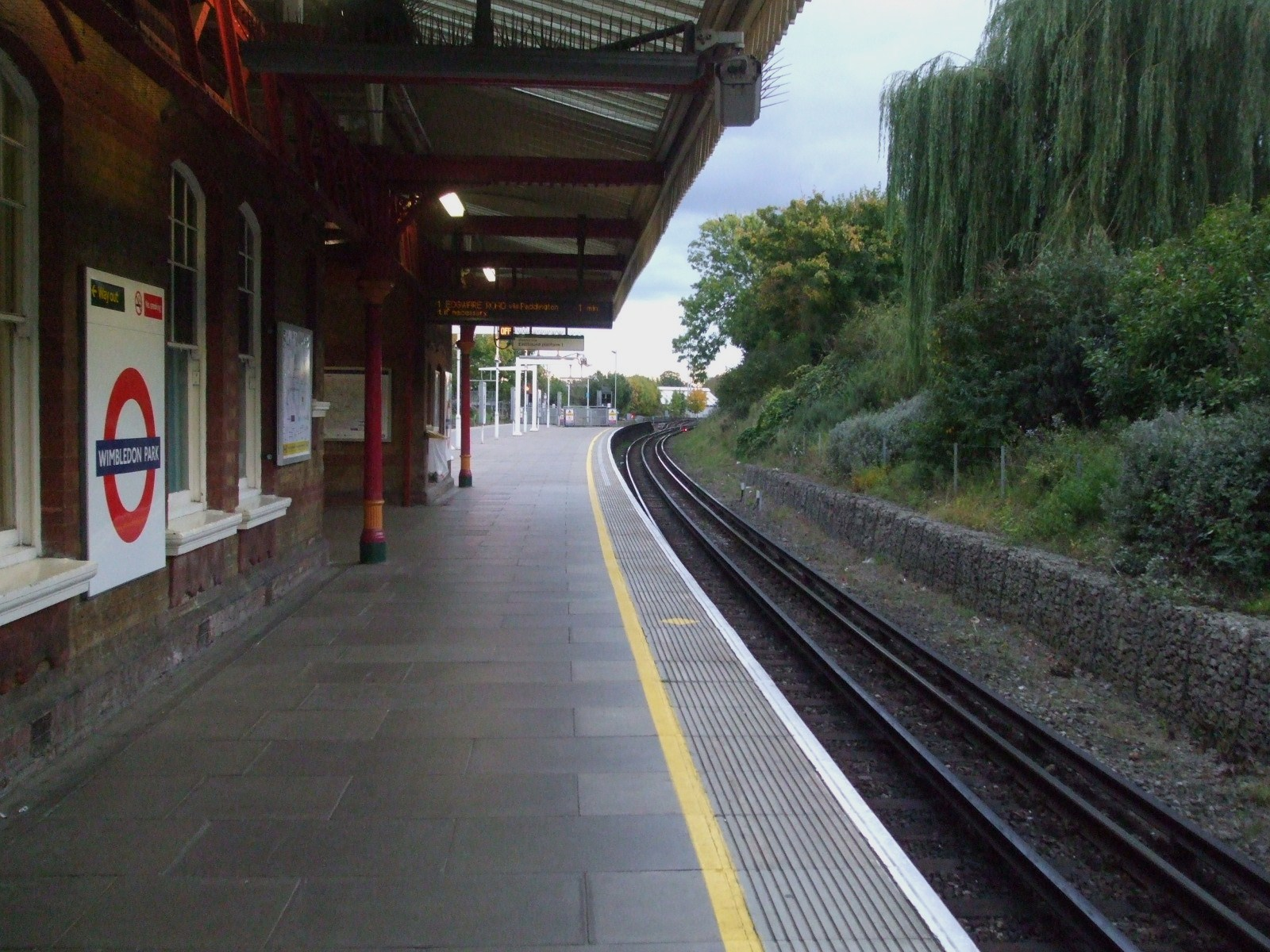
Bahnsteig

Wimbledon Park ist eine oberirdische Station der London Underground im Stadtbezirk London Borough of Wandsworth. Sie liegt in der Travelcard-Tarifzone 3 an der Arthur Road, am östlichen Rand des gleichnamigen Parks. Im Jahr 2014 nutzten 1,81 Millionen Fahrgäste diese von der District Line bediente Station.
Am 3. Juni 1889 erfolgte die Eröffnung der Station durch die Metropolitan District Railway (MDR), der Vorgängergesellschaft der District Line. Die am selben Tag eröffnete Bahnstrecke war hingegen von der London and South Western Railway (L&SWR) erbaut worden. Daher verpachtete sie die Strecke an die MDR. Der Betrieb elektrischer U-Bahnen begann am 27. August 1905. Die Southern Railway (SR), Nachfolgerin der L&SWR, stellte den Eisenbahnverkehr am 4. Mai 1941 ein. Bis zum 1. April 1994 blieb der Streckenabschnitt im Besitz der staatlichen Eisenbahngesellschaft British Rail und wurde dann an London Underground übertragen. Weil dieser Abschnitt noch heute rechtlich gesehen eine Eisenbahn ist, werden die Signale von der Bahninfrastrukturgesellschaft Network Rail betreut.